# 艾資哈爾大學
艾資哈爾大學（/ˈɑːzhɑːr/ AHZ-har; 阿拉伯语： Jāmiʻat al-Azhar (al-Sharīf), IPA：[ˈɡæmʕet elˈʔɑzhɑɾ eʃʃæˈɾiːf], "(尊贵的)艾資哈爾大學"），是一所位于埃及开罗市区的伊斯兰教学府，是埃及最古老的授予學位的大學，也是世界上最早的大学之一。其發展歷史與伊斯蘭開羅的艾資哈爾清真寺有關，是一所最負盛名的伊斯蘭宗教學校 (madrasa)，由法蒂瑪王朝於 975年所創立。其所屬學生研讀蘭經和伊斯蘭法律、邏輯、語法、修辭以及學習計算月亮週期的科學。
經過1961年的教育改革，今日艾資哈爾大學不僅是全球阿拉伯文學和伊斯蘭學習的中心，其課程中也包含許多非宗教課程。校区内有著名的艾资哈尔清真寺。现共有36所学院，开罗有14所：伊斯兰原理学院、伊斯兰宣教学院、伊斯兰研究与阿拉伯语学院、法学院、商学院、农学院、工学院、阿拉伯文学院、医学院、牙医学院、语言与翻译学院、教育学院、科学院、制药学院。另在开罗建有女子学院1所，设有伊斯兰研究系、商学系、阿拉伯语系、医学系、基础科学系、人文学研究系、欧洲语言文学系等。在开罗以外其他城市有分院22所，主要分布。在亚历山大、索哈杰、阿西尤特、坦塔、少尔库姆等地，包括伊斯兰基础、宣教、伊斯兰研究、阿拉伯语等学院和女子学院。该校建筑规模庞大，各学院均设若干系，有教学楼、图书馆和其它辅助设施。
大學所屬的圖書館是埃及的重要圖書館，其重要性僅次於埃及國家圖書館和檔案館。在2005年5月，該大學與杜拜的企業｢資訊教育計畫｣(IT Education Project) 合作，推出｢艾資哈爾線上計畫｣ (the "Al-Azhar Online Project")，建立圖書館館藏品的在線閱覽，其中包含稀有的伊斯蘭手稿，提供約700萬頁的珍貴史料線上閱讀。
除提供高等教育之外，艾資哈爾還負責監理擁有埃及全國的學校網絡。截至1996年，埃及有4,000多所教學機構隸屬於該大學，大約掌握管理200萬名學生。

## 历史
艾資哈爾清真寺是伊斯瑪儀什葉派法蒂瑪王朝的遺蹟之一，清真寺建築於公元 975年的齋戒月完工。法蒂瑪王朝的哈里發鼓勵學者和法學家在這座清真寺內舉辦學習和聚會，因此清真寺也是一所伊斯蘭學校，據稱是當今仍在運作的最古老的伊斯蘭學校。

### 早期發展
艾資哈爾學校初期有伊斯兰法律和判例、阿拉伯语语法、伊斯兰天文学、伊斯兰哲学和逻辑等課程。法蒂瑪王朝尤其重視哲學研究，也重視希臘哲學思想，在既有學術基礎上擴充研究範圍，並支持哲學研究者。法蒂瑪王朝邀請周邊國家的學者前來教學，並收集各學科的優秀著作，鼓勵學者進行知識的研究。
12世紀，埃及埃宥比王朝的第一位蘇丹薩拉丁推翻法蒂瑪王朝，艾資哈爾自此轉變成為伊斯蘭遜尼派的學習中心。 薩拉丁大量毀壞學校之前所藏的書籍，數量估計從12萬到 2百萬不等。

### 制度化
薩拉丁毀書之後，接著引入學院體制，艾資哈爾宗教學校也一同適用新體制：在宗教教育下，學校屬於清真寺大院內的一個獨立機構，有獨立的教室、宿舍和圖書館。
接在埃宥比王朝之後，馬木路克的軍事集團統治時期，艾資哈爾的影響力大增並開始聲名四播，各項學院制度也逐一建立，教師薪水及學生津貼開始成為制度化。1340 年，艾資哈爾於清真寺外另增建新的學院；另在 15世紀後期，校園建物進行大翻修，並為學生建造新的宿舍。
當時的開羅還另有70 家其他伊斯蘭學習機構，但艾資哈爾以其高等聲望吸引了許多優秀學者。當時教學的制式教材不多，大部分學習都是通過教者的講義和筆記以進行。艾資哈爾大學也招收失明男孩，是希望透過這些孩童日後能擔任教學傳承工作。

### 鄂圖曼時期
在鄂圖曼帝國時期，艾資哈爾宗教學校的威望和影響力更加增長，成為穆斯林遜尼派中卓越的伊斯蘭學習機構。在此期間，艾資哈爾建立長老教長制，授予該機構學者擔任領導及負責的工作。1748年，鄂圖曼帝國試圖讓艾資哈爾的學者教授非宗教課程，如天文學和數學，但此項改革並不顯著。
在帝國時期，艾資哈爾還沒有建立學位制度，而是由教授者(shayk) 判定學生是否已有足夠的訓練可進階為受許可的教學者（ijazah）。儘管沒有教育行政體系的管控，但培訓仍屬嚴格，且需經歷長時間的教學，一般學生取得學位需時約6年。
艾資哈爾根據學生的來自地方和其所屬的伊斯蘭法律分支，學生會被大約地分配成類似兄弟會（riwaq）的組織。每個riwaq都有一位教授負責監督，校長（通常是資深教授）則負責監督行政事務及財務。

### 近世紀發展
到 19 世紀中期，艾資哈爾的宗教地位已超越首都伊斯坦堡，廣被認為是遜尼派法律專業知識的聖地，成為伊斯蘭世界的主要權力中心，也成為大馬士革、麥加和巴格達的城市競爭對手。
1961 年，埃及總統納賽爾將艾資哈爾重建成為一所現代化的大學，增設廣泛的一般學院，例如商業、經濟、科學、藥學、醫學、工程和農業等學院。在此之前艾資哈爾只是按照古典伊斯兰宗教学校madrasa，至此完成現代化轉型，成為真正的一般大學。

## 出版物
1929年以来，艾资哈尔开始出版一本杂志（现在每月一次），其陈述的宣传宗教使命的原则，相关的伊斯兰文献，基本宗教判例（教律），包括部分对历史，传记，翻译的文本，以及有关穆斯林世界的消息。

## 学院设置
作为传统的伊斯兰教学府虽然经过1961年的改革增设了非宗教学科，完成率传统宗教专科大学向综合大学的转变。但是它本身仍旧保留着一些传统：只招收穆斯林学生，实行男女分校教学。

### 男子学院[15]
- 蒂姆亚特医学院
- 开罗理学院
- 开罗药学院
- 开罗阿拉伯语言学院
- 开罗男子工程学院
- 格纳男子工程学院
- 男子教法和法律学院，艾斯尤特
- 神学和宣教学院，曼苏尔
- 神学和宣教学院，麦奴菲亚
- 开罗伊斯兰研究学院
- 开罗农学部
- 开罗医学院
- 开罗商学院
- 麦奴菲亚阿拉伯语学院
- 加拉加阿拉伯语学院
- 坦塔伊斯兰教法学院
- 开罗教育学院
- 格纳阿拉伯和伊斯兰研究院
- 宰伽济格阿拉伯语语言学院
- 开罗口腔医学院
- 理学院艾斯尤特分校
- 阿斯旺男子伊斯兰研究学院
- 开罗语言翻译学院
- 教育学院
- 艾斯尤特阿拉伯语学院
- 迪穆奈胡热教法和法律学院
- 艾斯尤口腔医学院

### 女子学院[16]
- 亚历山大伊斯兰研究与阿拉伯语学院كلية الدراسات الإسلامية والعربية بالإسكندرية
- 开罗药学院كلية الصيدلة بالقاهرة
- 开罗女子医学院كلية طب البنات بالقاهرة
- 开罗商学院كلية التجارة بالقاهرة
- 艾斯尤特伊斯兰研究与阿拉伯语学院 كلية الدراسات الاسلامية و العربية اسيوط
- 索哈杰阿拉伯语与伊斯兰研究女子学院 كلية الدراسات الإسلامية و العربية بنات بسوهاج
- 开罗人文学院كلية الدراسات الإنسانية بالقاهرة
- 开罗伊斯兰研究学院كلية الدراسات الإسلامية بالقاهرة
- 开罗牙医学院كلية طب الاسنان بالقاهرة
- 开罗理学院كلية العلوم بالقاهرة
- 斋月十日城资哈尔大学女子学院كلية البنات الازهرية بالعاشر من رمضان
- 底比斯爱资哈尔大学女子学院كلية البنات الازهريه بطيبة
- 坦塔家政学院كلية الإقتصاد المنزلي بطنطا
- 曼苏尔伊斯兰研究与阿拉伯语女子学院كليه الدراسات الاسلاميه والعربيه بنات المنصورة

## 海外学院
- 加沙艾资哈尔大学
- 多哈艾资哈尔大学

## 大学著名相关人物
- 穆罕默德·阿布都和贾迈勒丁·阿富汗尼（伊斯兰现代主义创始人）

## 知名校友
- 阿卜杜拉赫曼·瓦希德，印尼政治人物、第4任印尼總統。
- 穆蒙·阿卜杜勒·加尧姆，馬爾地夫政治人物、第3任馬爾地夫總統。
- 布爾漢努丁·拉巴尼，阿富汗政治人物、第1任阿富汗伊斯蘭國總統。

## 1961年后的历任校长[17]
| 姓名                                                        | 姓名                   | 任职期限  |
| 中文/拉丁                                                   | 阿拉伯语               | 任职期限  |
| ----------------------------------------------------------- | ---------------------- | --------- |
| 穆罕穆德·穆罕穆德·埃米尔巴黑 Muhammad Muhammad Amer el-Bahi | محمد محمد عامر البهي   | 1961–1964 |
| 艾哈迈德·哈桑·巴古里Ahmad Hasan el-Baquri                   | أحمد حسن الباقوري      | 1964–1969 |
| 巴达维阿卜杜勒拉蒂夫阿瓦德 Badawi Abdel Latif Awad          | بدوي عبد اللطيف عوض    | 1969–1974 |
| 穆罕默德哈桑法耶兹Muhammad Hasan Fayed                      | محمد حسن فايد          | 1974–1979 |
| 阿瓦德拉·加德·希贾兹Awad Allah Gad Higazi                   | عوض الله جاد حجازي     | 1979–1980 |
| 穆罕穆德·俀百·奈加里Muhammad el-Tayyeb el-Naggar            | محمد الطيب النجار      | 1980–1983 |
| 穆罕穆德·塞尔地·法热胡德 Muhammad el-Sa'di Farhud           | محمد السعدي فرهود      | 1983–1987 |
| 阿卜杜勒·法塔赫·侯赛尼·谢赫Abdel Fattah Husseini el-Sheikh  | عبد الفتاح حسيني الشيخ | 1987–1995 |
| 艾哈迈德奥马尔哈希姆Ahmad Omar Hashem                       | أحمد عمر هاشم          | 1995–2003 |
| Ahmad Muhammad Ahmad el-Tayyeb                              | أحمد محمد أحمد الطيب   | 2003–2010 |

## 延伸閱讀
- Witte, Griff. . The Washington Post. March 3, 2012  [2018-01-11]. （原始内容存档于2021-01-14）.

## 外部連結
- Al-Azhar University (Arabic)
- Al-Azhar Portal
- History and organization of Al-Azhar (English)
- New Grand Sheikh at Al-Azhar University: Fighting Extremism in A Suit and Tie